# ناغارور غوبيناث
ناغارور غوبيناث (بالإنجليزية: Nagarur Gopinath)‏ ـ (13 نوفمبر 1922 ـ 3 يونيو 2007) هو جرّاح هندي يعد من رواد جراحة القلب والصدر في الهند. أجرى أول جراحة قلب مفتوح ناجحة في الهند سنة 1962. عمل جرّاحًا شرفيًا لاثنين من رؤساء جمهورية الهند، وحصل على وسام بادما شري ـ وهو رابع أعلى وسام وجائزة مدنية تكريمية في جمهورية الهند ـ سنة 1974، وجائزة الدكتور بيدان تشاندرا روي ـ أعلى تكريم طبي هندي ـ سنة 1978.